# Дитрих I/III (Клеве)
Дитрих I/III (на немски: Dietrich I/III, * ок. 1070, † пр. 1120) е граф на Клеве от 1092 до 1117 г.
В старите изследвания той е наричан Дитрих III (понякога като Дитрих II), в днешните изследвания e броен като Дитрих I.
Той е син и наследник на граф Дитрих (II) (1076–1091).
Дитрих е споменат през 1092 г. като comes Thiedercus de Cleve. Той е първият граф, който се нарича на замък Клеве. Понякога той се нарича също и „граф фон Томбург“. През 1094/1095 г. той е споменат като фогт на манастир Браувайлер при Кьолн, 1117 г. като фогт на манастир Св. Мартин в Цифлих заедно с неговия син и наследник Арнолд I.